# Wollongong
Wollongong é uma cidade industrial localizada na costa leste da Austrália, no estado da Nova Gales do Sul. Situa-se a 82 km ao sul de Sydney na região do Illawara. O nome Wollongong é de origem aborígena, e significa "cinco ilhas". É a terceira maior cidade, em população, da Nova Gales do Sul, atrás de Sydney e Newcastle, e a décima da Austrália. Sua população total é de 274.072 habitantes, sua área é de 684 km² e sua densidade populacional é de 265,5/km².

## Ligações externas

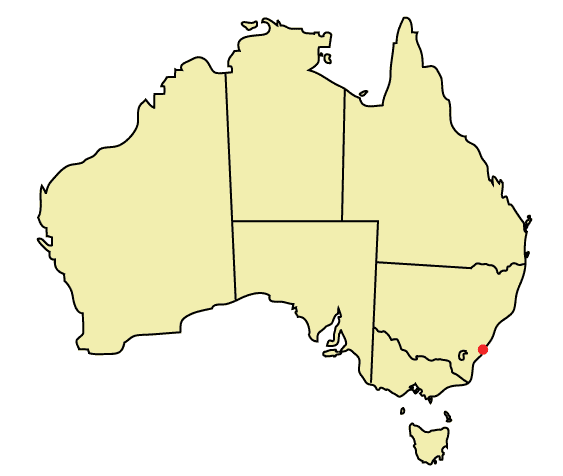
Localização da cidade na Austrália.

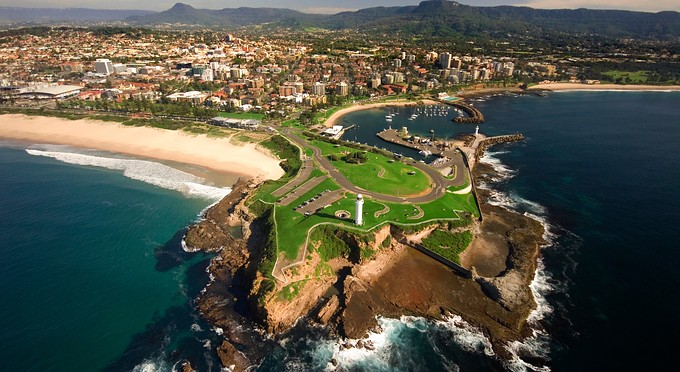
A linha costeira de Wollongong.